# Gautxo ventregrís
El gautxo ventregrís (Agriornis micropterus) és una espècie d'ocell de la família dels tirànids (Tyrannidae) que habita zones arbustives del sud-est del Perú, centre i sud de Bolívia, nord de Xile i nord-oest i sud de l'Argentina.